# Brauerei Pinkus Müller
Privatbrauerei Pinkus Müller is een Duitse brouwerij en de laatste van de 150 altbierbrouwerijen die Münster ooit kende.

## Geschiedenis
Johannes Müller kwam in 1816 vanuit Hildebrandshausen naar Münster en trouwde daar Friederika Cramer. Hij begon daar in de Kreuzstraße 10 een bakkerij en brouwerij. In 1866 werd de bakkerij gesloten en in plaats daarvan begon men een mouterij. De naamgever van de brouwerij, Carl Pinkus Müller, werd in 1899 geboren. In de loop der tijd werd het bierassortiment uitgebreid.

## Bieren
Momenteel worden de volgende bieren aangeboden:
- Pinkus Original Alt
- Pinkus Hefeweizen
- Pinkus Special
- Pinkus Pils
- Pinkus Alkoholfrei
- Pinkus Jubilate
- Demeter Lagerbier
- Müllers Malz
- Pinkus Honigmalz

De brouwerij gebruikt uitsluitend grondstoffen uit de biologische landbouw. Er wordt per jaar 20.000 hectoliter bier geproduceerd, waarvan 80% in flessen in de handel komt. In de brouwerij bevindt zich een restaurant.